# Пелли, Фред
Фре́дерик Ре́ймонд Пе́лли (англ. Frederick Raymond Pelly; 11 августа 1869 — 16 октября 1940) — английский футболист, защитник. Выступал за футбольные клубы «Олд Форестерс», «Кэжуалз» и «Коринтиан», а также за национальную сборную Англии.

## Клубная карьера
Родился в Апминстере (графство Эссекс) в семье капитана Королевского ВМФ Ричарда Уилсона и Кэтрин Джейн. В детстве переехал с родителями в Уолтемстоу, окончил местную школу Форест и выступал за местный футбольный клуб «Олд Форестерс» с 1882 по 1886 год.
С 1891 по 1898 год играл за любительский клуб «Коринтиан». Также был капитаном футбольного клуба «Кэжуалз» и выступал за сборные футбольных ассоциаций Лондона и Эссекса.

## Карьера в сборной
19 декабря 1891 года Пелли сыграл за сборную Англии в неофициальном матче против сборной Канады.
25 февраля 1893 года официально дебютировал за сборную Англии, выйдя на позиции левого защитника в матче Домашнего чемпионата против сборной Ирландии. Англичане разгромили соперника со счётом 6:1.
12 марта 1894 года сыграл против сборной Уэльса на стадионе «Рейскорс Граунд», англичане одержали победу со счётом 5:1.
7 апреля 1894 года провёл свой третий (и последний) матч за национальную сборную, в котором Англия на стадионе «Селтик Парк» сыграла вничью против Шотландии.

## Достижения
Сборная Англии
- Победитель Домашнего чемпионата Великобритании: 1893

## Вне футбола
Занимался бизнесом (торговля углём и судоходство). Был партнёром в фирме Mann, George & Co и директором компании William Cory and Son.

## Личная жизнь
Фред Пелли был внуком Джона Пелли, управляющего компании Hudson’s Bay с 1822 по 1852 год и управляющего Банка Англии с 1841 по 1842 год.
В сентябре 1906 года женился на Беатрис Элис Делм-Рэдклифф. Сведений об их детях нет.